# Buckle Up in Your Truck 225
Das Buckle Up in Your Truck 225 war ein Autorennen der NASCAR Camping World Truck Series, welches auf dem Kentucky Speedway in Sparta, Kentucky stattfand. Es wurde seit der Saison 2000 ausgetragen und ging über eine Distanz von 225 Meilen (362,10 Kilometer). 150 Runden gilt es zu absolvieren. In den Jahren 2004 und 2005 kam es zu einem „Green-White-Checkered-Finish“. Carl Edwards holte im Built Ford Tough 225 des Jahres 2003 seinen ersten Sieg überhaupt in einer der NASCAR-Top-Divisionen. Mike Skinner führte im Rennen des Jahres 2007 in 135 der 150 Runden und gewann mit dem für ein NASCAR-Rennen relativ großen Vorsprung von mehr als fünf Sekunden.

## Bisherige Pole-Positions und Rennsieger
|                      | Pole-Position       | Pole-Position | Rennsieger          | Rennsieger | Rennsieger             | Rennsieger       | Rennsieger                           |
| Saison               | Fahrer              | Automarke     | Fahrer              | Automarke  | Siegprämie (US-Dollar) | Distanz (Meilen) | Durchschnitts- geschwindigkeit (mph) |
| Kroger 225           |                     |               |                     |            |                        |                  |                                      |
| 2000                 | Bryan Reffner       | Chevrolet     | Greg Biffle         | Ford       | 77.085                 | 225              | 98,385                               |
| 2001                 | Jack Sprague        | Chevrolet     | Scott Riggs         | Dodge      | 74.035                 | 225              | 113,525                              |
| 2002                 | Jason Leffler       | Dodge         | Mike Bliss          | Chevrolet  | 75.800                 | 225              | 143,515                              |
| Built Ford Tough 225 |                     |               |                     |            |                        |                  |                                      |
| 2003                 | Jon Wood            | Ford          | Carl Edwards        | Ford       | 77.500                 | 225              | 122,393                              |
| 2004                 | Dennis Setzer       | Chevrolet     | Bobby Hamilton      | Dodge      | 80.125                 | 230*             | 122,6                                |
| 2005                 | Bill Lester         | Toyota        | Dennis Setzer       | Chevrolet  | 83.000                 | 227*             | 117,747                              |
| 2006                 | Marcos Ambrose      | Ford          | Ron Hornaday Jr.    | Chevrolet  | 84.875                 | 225              | 118,110                              |
| 2007                 | Ryan Mathews        | Toyota        | Mike Skinner        | Toyota     | 86.425                 | 225              | 121,179                              |
| 2008                 | Mike Skinner        | Toyota        | Johnny Benson       | Toyota     | 89.650                 | 225              | 114,592                              |
| 2009                 | Ron Hornaday junior | Chevrolet     | Ron Hornaday junior | Chevrolet  | 74.900                 | 225              | 121,933                              |
| 2010                 | Austin Dillon       | Chevrolet     | Todd Bodine         | Toyota     | 74.875                 | 225              | 130,603                              |

* = Green-White-Checkered-Finish